# Маурович, Андрия
Андрия Маурович (29 марта 1901 — 2 сентября 1981) — известный автор комиксов, которого называют отцом хорватских и югославских комиксов. Известен благодаря своей серии «Старый Микки, старый кот», которая публиковалась в течение 1930-х годов.

## Биография
Маурович родился в селе Муо (часть Котора) в Которской бухте на территории современной Черногории (в то время в Австро-Венгрии) от отца-словенца и матери-хорватки из Боки-Которской (ныне в Черногории). После непродолжительного пребывания в Кракове, Польша, он переехал с семьёй в соседний город Дубровник, где посещал начальную и среднюю школу.
По рекомендации писателя Иво Войновича он поступил в Академии искусств в Загребе. Вскоре у него возникли конфликты по поводу норм и правил, поскольку академия запрещала студентам работать во время обучения. Тогда же он начал иллюстрировать книги, еженедельные и ежедневные газеты, а также работал в графических учреждениях. Будучи одним из лучших студентов, особенно в рисовании, он оставил обучение в первый учебный год. Будучи чрезвычайно занятым работой, которая ему нравилась, он несерьёзно воспринимал свои академические проблемы. Работал над иллюстрациями, карикатурами, плакатами и графическим дизайном. В конце своей жизни Маурович «бросил работать над общечеловеческими комиксами и вернулся к аскетическому способу жизни, который исключал роскошь проточной воды и электричества, рисуя огромные масляные картины с апокалиптическими мотивами».

## Творческая деятельность
В 1935 году он создал свой первый комикс «Вереника Мача», который был опубликован в загребской газете «Новости». В том же году Маурович создал совместный выпуск Oko, первого югославского журнала комиксов.
Маурович сотрудничал со многими выдающимися хорватскими писателями и сценаристами, такими как Франхо Фуис. Он также создавал свои иллюстрации на основе литературных произведений мировых классических писателей, таких как Алексей Толстой, Зейн Грей, Август Шеноа, Джек Лондон, Б. Трейвен, Макс Брэнд и Герберт Уэллс.
Маурович был признан успешным дизайнером плакатов в рамках производства соцреализма в то время, когда пропаганда плакатов была намного важнее, чем теперь. Он был живописцем морских пейзажей и апокалиптических сцен, карикатуристом, иллюстратором, проповедником и автором комиксов. Маурович опубликовал серию рисунков, намекающих на внебрачные и супружеские отношения. Он прожил свою жизнь, создав множество впечатляющих героев комиксов.
Пребывая во всех мировых энциклопедиях и публикациях о комиксах, он завоевал своё ведущее место в искусстве мирового комикса. Получил многочисленные награды и премии, а репутация, которую он добился, сравнима с достижениями и славой величайших имён и создателей мультфильмов в мире.
В 1960-х годах в мастерской мастера Якоповича в Загребе была создана и изготовлена переработанная версия шахматных казаков из Дубровника, установленная А. Мауровичем. Наиболее очевидные изменения в дизайне можно наблюдать у рыцарей с упрощённой резьбой, и королевы имели всего пять вырезов в короне, в отличие от изначальных одиннадцати.
Свою наиболее известную серию комиксов Маурович начал вокруг одноимённого персонажа Старый Том-кот в 1937 году. Сериал вместе с героями был создан в сотрудничестве с журналистом Франжо Фуисом, который ненавидел экранизации, вместо этого выбрав оригинальный сериал. Персонаж «Старый Мачак» был впервые представлен в Господари Златних Брегових (Хозяин Золотых холмов, январь 1937 года) как пожилой путешественник, потерявший воспоминания после трагической аварии. Сначала произведение было сериализовано в журнале «Новости», а вскоре в журнале комиксов «Микки Стрип» под названием Crni Jahač (Dark Rider, 1938). Он не является типичным западным героем, поскольку Маурович искал вдохновения среди своих каждодневных знакомых.

## Комиксы
Исследователи комиксов Здравко Зупан и Славко Драгинчич хвалили Мауровича за его искусную способность развивать визуальную динамику, с особым акцентом на чёрно-белом контрасте.
Маурович игнорировал мировые тенденции комикса в 1930-х годах, создавая свой собственный выразительный стиль и используя большое количество тем для своего опуса. Это предполагало как использование однотонного сфумато, так и игру с перспективами и сценами Именно по этим причинам его зачастую считают отцом комиксов и иллюстраций на территориях бывшей Югославии и популярнейшим их автором.
Горан Суджука похвалил его как «действительно уникальную фигуру во всей комической сфере, не только в Хорватии» Клуб комиксов в Которе носит его имя.
Начиная со своего первого комикса «Невеста меча» в 1935 году, за относительно короткое время (1935—1940) он нарисовал большое количество комиксов, среди которых:
- Императрица Нидерландов
- Хозяйка с Марса (по Алексею Толстому)
- Три человека в темноте (по Максу Брэнду)
- Седьмая жертва (по Максу Брэнду)
- Чёрный всадник
- Корабль чумы
- Хозяин Золотых холмов
- Призрак зелёных болот
- С огнём и мечом (по Генрику Сенкевичу)
- Золото золота (Zlatarevo zlato), по мотивам литературного творчества Августа Шеноа
- Золото (по Джеку Лондону)
- Гунка Дас (по Редьярду Киплингу)

Во время Второй мировой войны создал следующие рисунки:
- Могила в тропическом лесу
- Великое переселение хорватов
- Князь Радослав
- Ахура Мазда на Ниле (по Георгу Эберсу)
- Золотой остров (по Роберту Льюису Стивенсону)
- Томислав

а после войны:
- Мексиканец (по Джеку Лондону)
- Осада
- The Lone Star Rider (по Зейну Грею)
- Всадники Пурпурного Мудреца (по Зейну Грею)
- Угломи, хозяин пещеры (по Герберту Уэллсу)
- Жемчужина зла
- Девушка из Сьерры
- Возвращение старого Тома-кота
- Старый Том-кот
- Ведьма из Греча[укр.] (по Марии Юрич Загорке)
- Уберите руки от Сен, по мотивам литературного творчества Августа Шеноа.